# جغرافيا جيبوتي
تقع جيبوتي  على الشاطئ الشرقي لأفريقيا، يفصلها عن شبه الجزيرة العربية مضيق باب المندب، تحدها أثيوبيا غرباً، الصومال وأثيوبيا جنوباً، أريتيريا وأثيوبيا شمالاً وبحر العرب شرقاً. وإحداثياتها هي 11°30′N 43°00′E / 11.500°N 43.000°E.

## الموقع
تشارك جيبوتي 109 كيلومترا مع اريتريا،و 349 كيلومترا مع إثيوبيا و 58 كيلومترا (36 ميل) مع الصومال (والمجموع هو 516 كم). ولديها شريط ساحلي بطول 314 كم

## المناخ
مناخ جيبوتي حار ورطب على الساحل، صحراوي في الداخل. وتهطل عليها الأمطار الصيفية التي تصل معدلات سقوطها في بعض الأجزاء إلى حوالي (37) بوصة، بينما تصل كمية الأمطار على الجبال إلى (50) بوصة، وتقل الأمطار في بعض الأجزاء خاصة في جنوب أثيوبيا والصومال إلى (5) بوصة.